# Sérignac (Tarn-et-Garonne)
Sérignac is een gemeente in het Franse departement Tarn-et-Garonne (regio Occitanie) en telt 498 inwoners (2005). De plaats maakt deel uit van het arrondissement Castelsarrasin.

## Geografie
De oppervlakte van Sérignac bedraagt 32,2 km², de bevolkingsdichtheid is 15,5 inwoners per km².
De onderstaande kaart toont de ligging van Sérignac (Tarn-et-Garonne) met de belangrijkste infrastructuur en aangrenzende gemeenten.

## Demografie
Onderstaande figuur toont het verloop van het inwonertal (bron: INSEE-tellingen).